# Seckach-Kirnau-Platten
Als Seckach-Kirnau-Platten wird ein Teil des Naturraums Bauland in Baden-Württemberg bezeichnet. Die Seckach-Kirnau-Platten sind als naturräumliche Teileinheit Nr. 128.50 der Haupteinheitengruppe Neckar- und Tauber-Gäuplatten eine von drei Untergliederungseinheiten der Einheit Mittleres Bauland (Nr. 128.5) in zweiter Nachkommastelle. Die anderen Untergliederungseinheiten des Mittleren Baulands sind die Kessachplatten (Nr. 128.51) und der Naturraum Stöckig (Nr. 128.52).
Vom Mittleren Bauland befinden sich vor allem die Seckach-Kirnau-Platten im Naturpark Neckartal-Odenwald. Dieses Gebiet umfasst das fingerförmig verzweigte Talsystem der Seckach, das die Muschelkalkflächen in mehrere Platten zerlegt.

## Naturräumliche Gliederung
Die Seckach-Kirnau-Platten ist folgender Teil des Naturraums Bauland der Haupteinheitengruppe Neckar- und Tauber-Gäuplatten:
- (zu 12 Neckar- und Tauber-Gäuplatten)
  - 128 Bauland
    - 128.1 Neckarelzer Tal
    - 128.2 Brunnenwald
    - 128.3 Schefflenzgäu
    - 128.4 Waidach
    - 128.5 Mittleres Bauland
      - 128.50 Seckach-Kirnau-Platten
      - 128.51 Kessachplatten
      - 128.52 Stöckig

    - 128.6 Östliches Bauland
    - 128.7 Buchener Platte
    - 128.8 Naturräumliche Einheit 128.8 (ohne Namen)
      - 128.80 Nördliches Bauland
      - 128.81 Wolferstetten-Eiersheimer Höhe
      - 128.82 Buch am Ahorn